# Emotional Cities
Emotional Cities är ett konstnärligt verk skapat av Erik Krikortz. Konstverket består av en webbsida där människor kan medverka genom att bland annat besvara frågan "Hur mår du idag?". Svaren sammanställs hela tiden automatiskt för alla städer i världen och medianvärden visas enligt en färgskala. I Stockholm lyste under perioden 1 november 2007 − 29 februari 2008 en ljusinstallation upp Hötorgsskraporna och visade hur stockholmarna besvarat frågan om hur de mådde. Projektet ställdes även ut på Moderna museet.